# Радикал (тижневик)
«Радикал» — політичний двотижневик радикального напряму, виходив у Львові (1895—1896).
Редактор В. Будзиновський.

Часопис ставив собі за ціль: 
|  | Усвідомити і зорганізувати в боєву політичну армію руський народ, котрий в головній часті становить кляса селянська, а в меншій — неспольонізована ще жменька міщанства і пролетаріят інтелеґенції. |

У виданні підкреслювалося, що український народ галицьких земель є частиною українського народу, що в головній масі живе під Росією. Тому часопис вважав своїм обов'язком брати діяльну участь у визвольних змаганнях українського народу східних земель.
Із закриттям «Радикала» його політичні справи продовжило «Житє і слово».